# Kevin Feige
Kevin Feige (n. 2 iunie 1973, Boston, Massachusetts, SUA) este un producător american de film și televiziune care a fost președintele Studiourilor Marvel și producătorul principal al francizei Marvel Cinematic Universe din 2007. Filmele pe care le-a produs au o încasări totale de peste 29,1 miliarde de dolari la nivel mondial, făcându-l cel mai mare producător de încasări din toate timpurile, Avengers: Endgame devenind filmul cu cele mai mari încasări la lansare.